# Nepenthes mindanaoensis
Nepenthes mindanaoensis är en tvåhjärtbladig växtart som beskrevs av Sh. Kurata. Nepenthes mindanaoensis ingår i släktet Nepenthes och familjen Nepenthaceae. Inga underarter finns listade i Catalogue of Life.

## Bildgalleri

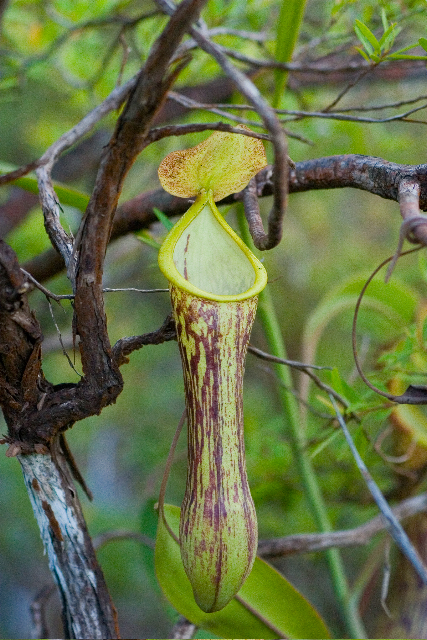
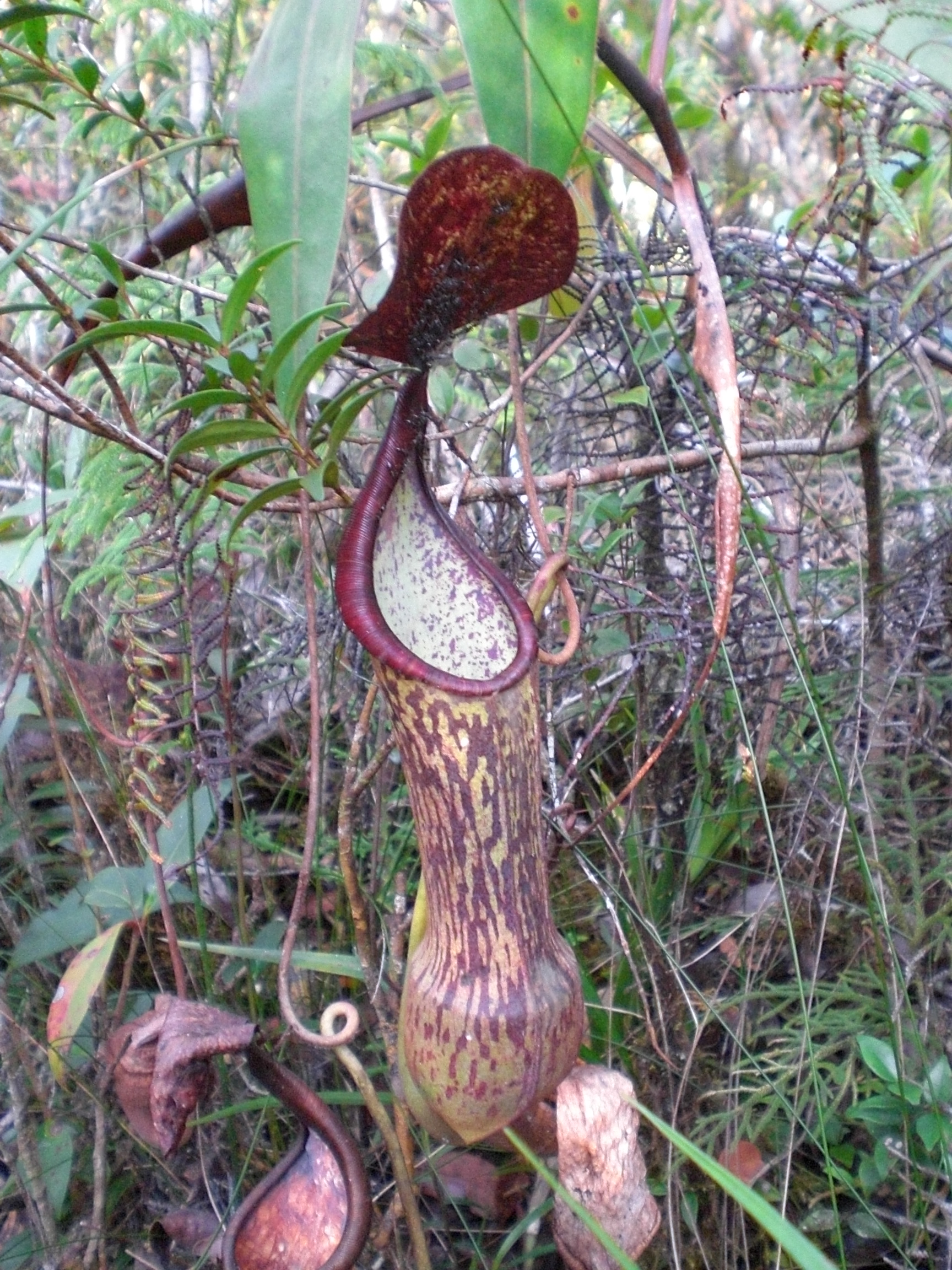
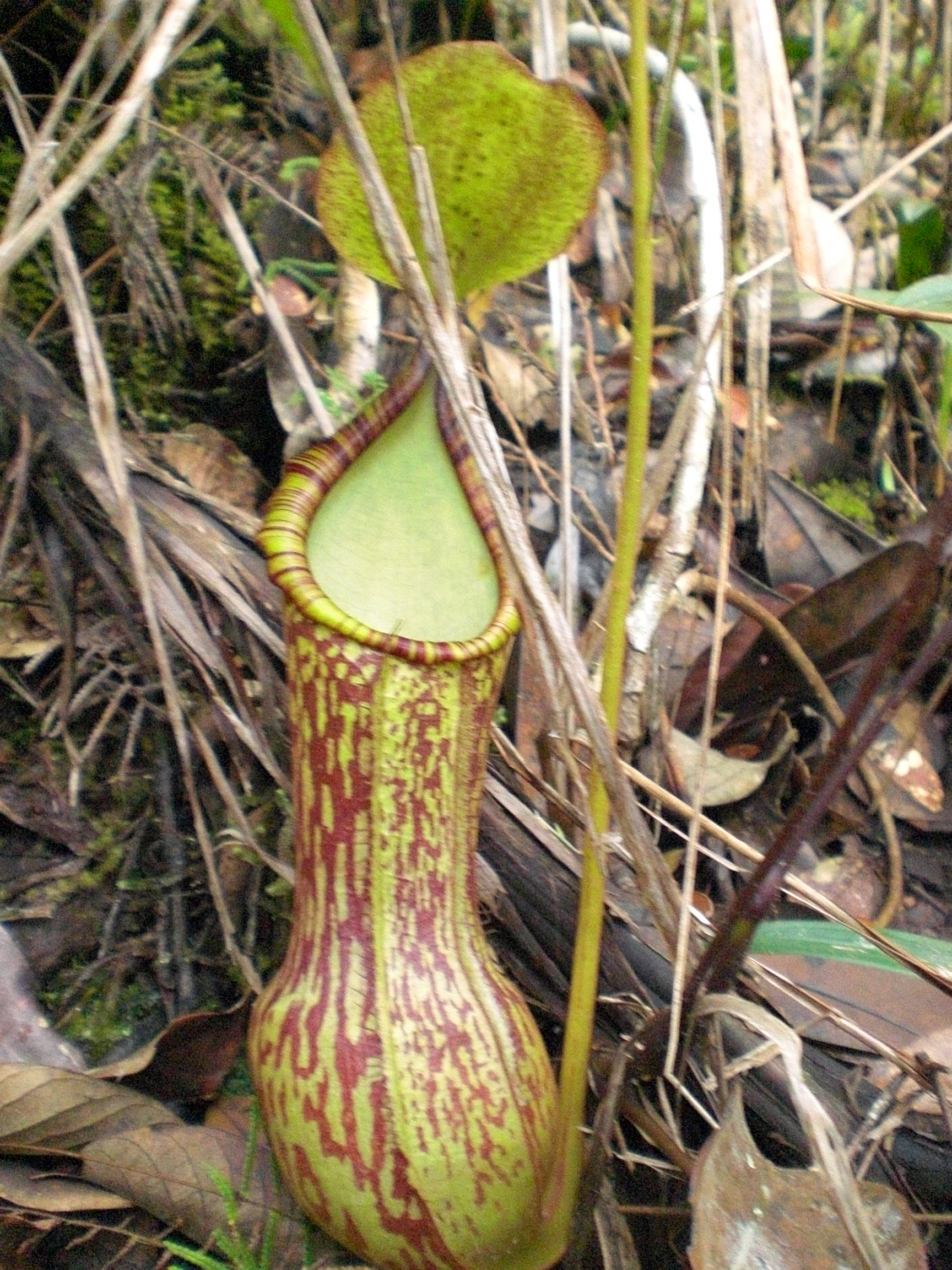